# Critérium National de la Route 1963
Il Critérium National de la Route 1963, trentaduesima edizione della corsa, si svolse dal 28 al 29 marzo su un percorso di 177 km ripartiti in 3 tappe, con partenza e arrivo a Montlhéry. Fu vinto dal francese Jacques Anquetil della Saint-Raphaël davanti ai suoi connazionali Raymond Poulidor e Joseph Velly.

## Tappe
| Tappa  | Data     | Percorso                                  | km  | Vincitore di tappa | Leader cl. generale |
| ------ | -------- | ----------------------------------------- | --- | ------------------ | ------------------- |
| 1ª     | 28 marzo | Montlhéry > Montlhéry                     | 40  | Raymond Poulidor   |                     |
| 2ª     | 29 marzo | Montlhéry > Montlhéry                     | 125 | Henri Anglade      |                     |
| 3ª     | 29 marzo | Montlhéry > Montlhéry (cron. individuale) | 12  | Jacques Anquetil   | Jacques Anquetil    |
| Totale | Totale   | Totale                                    | 177 |                    |                     |

## Dettagli delle tappe

### 1ª tappa
- 28 marzo: Montlhéry > Montlhéry – 40 km

| Pos. | Corridore        | Squadra       | Tempo    |
| ---- | ---------------- | ------------- | -------- |
| 1    | Raymond Poulidor | Mercier       | 1h08'25" |
| 2    | Guy Ignolin      | Saint-Raphaël | s.t.     |
| 3    | Joseph Novales   | Margnat       | s.t.     |

| Pos. | Corridore | Squadra | Tempo |
| ---- | --------- | ------- | ----- |

### 2ª tappa
- 29 marzo: Montlhéry > Montlhéry – 125 km

| Pos. | Corridore      | Squadra  | Tempo    |
| ---- | -------------- | -------- | -------- |
| 1    | Henri Anglade  | Pelforth | 3h01'31" |
| 2    | Francois Hamon | Peugeot  | s.t.     |
| 3    | Manuel Manzano | Mercier  | s.t.     |

| Pos. | Corridore | Squadra | Tempo |
| ---- | --------- | ------- | ----- |

### 3ª tappa
- 29 marzo: Montlhéry > Montlhéry (cron. individuale) – 12 km

| Pos. | Corridore        | Squadra       | Tempo  |
| ---- | ---------------- | ------------- | ------ |
| 1    | Jacques Anquetil | Saint-Raphaël | 17'23" |
| 2    | Raymond Poulidor | Mercier       | a 23"  |
| 3    | Joseph Velly     | Margnat       | a 33"  |

| Pos. | Corridore        | Squadra       | Tempo    |
| ---- | ---------------- | ------------- | -------- |
| 1    | Jacques Anquetil | Saint-Raphaël | 4h27'34" |
| 2    | Raymond Poulidor | Mercier       | a 21"    |
| 3    | Joseph Velly     | Margnat       | a 33"    |

## Classifiche finali

### Classifica generale
| Pos. | Corridore            | Squadra                  | Tempo    |
| ---- | -------------------- | ------------------------ | -------- |
| 1    | Jacques Anquetil     | Saint-Raphaël            | 4h27'34" |
| 2    | Raymond Poulidor     | Mercier-BP-Hutchinson    | a 21"    |
| 3    | Joseph Velly         | Margnat-Paloma-Dunlop    | a 33"    |
| 4    | Jacques Simon        | Saint-Raphaël            | a 34"    |
| 5    | Henri Anglade        | Pelforth-Sauvage-Lejeune | a 36"    |
| 6    | Camille Le Menn      | Bertin-Porter 39-Milremo | a 46"    |
| 7    | Jean-Claude Lefèbvre | Pelforth-Sauvage-Lejeune | a 47"    |
| 8    | Francois Hamon       | Peugeot-BP-Englebert     | a 1'07"  |
| 9    | Guy Ignolin          | Saint-Raphaël            | a 1'10"  |
| 10   | Joseph Novales       | Margnat-Paloma-Dunlop    | a 1'12"  |